# Hilma Persson-Hjelm

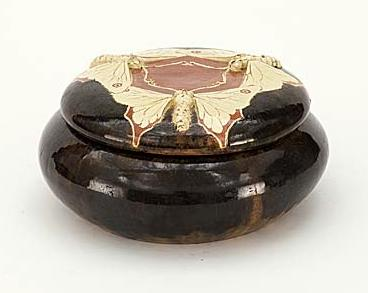
Fjärilsburk, 1910, av Hilma Persson-Hjelm

Hilma Maria Persson-Hjelm, född 24 september 1877 i Rackstad, Arvika församling, död där 19 november 1953, var en svensk konstnär, keramiker och teckningslärare.
Hon var dotter till snickarmästaren Anders Persson och Olivia Magnusson och från 1909 gift med keramikern Rolf Charles Hjelm (f. 1881-09-28 i Eringsboda, Blekinge, d. 1963-12-28 i Arvika). Hon studerade vid Tekniska skolan i Stockholm samt i utlandet. Hon var anställd vid Rörstrands porslinsfabrik 1900–1907 och drev från 1907 en egen keramikverkstad i Arvika. Vid sidan av sin keramikverkstad arbetade hon som lärare i teckning och modellering vid Arvika yrkesskola. Hon medverkade i ett stort antal samlingsutställningar i Sverige och var representerad vid en utställning i San Francisco 1914. Förutom keramik utförde hon pasteller med blomstermotiv och porträtt. Persson-Hjelm är representerad vid Nationalmuseum och Rackstadmuseet i Arvika.